# Rougefay
Rougefay är en kommun i departementet Pas-de-Calais i regionen Hauts-de-France i norra Frankrike. Kommunen ligger i kantonen Auxi-le-Château som tillhör arrondissementet Arras. År 2022 hade Rougefay 89 invånare.

## Befolkningsutveckling
Antalet invånare i kommunen Rougefay
| Referens: INSEE |